# Isoflavone

L'isoflavone, squelette de base des isoflavones

Les isoflavones sont une sous-famille des flavonoïdes très étudiée pour leurs propriétés pseudo-estrogéniques. Ce sont les isomères de flavones, avec une structure quasi identique, la seule différence étant la position du groupe phényle, lié au carbone 3 au lieu du carbone 2 pour les flavones.

## Principales isoflavones
| Nom                  | Structure | R5   | R6   | R7   | R8 | R3'  | R4'  | R5'        | CAS                                                                    | Nom IUPAC             |
| -------------------- | --------- | ---- | ---- | ---- | -- | ---- | ---- | ---------- | ---------------------------------------------------------------------- | --------------------- |
| Isoflavone           |           | H    | H    | H    | H  | H    | H    | H          |                                                                        | 3-phénylchromén-4-one |
| Biochanine A         | OH        | H    | OH   | H    | H  | OCH3 | H    | 491-80-5   | 5,7-dihydroxy-3-(4-methoxyphenyl)chromen-4-one                         |                       |
| Calycosine           | H         | H    | OH   | H    | OH | OCH3 | H    | 20575-57-9 | 7-hydroxy-3-(3-hydroxy-4-méthoxyphenyl)chromén-4-one                   |                       |
| Daidzéine            | H         | H    | OH   | H    | H  | OH   | H    | 486-66-8   | 7-hydroxy-3-(4-hydroxyphényl)chromén-4-one                             |                       |
| Formononétine        | H         | H    | OH   | H    | H  | OCH3 | H    | 485-72-3   | 7-hydroxy-3-(4-méthoxyphényl)chromén-4-one                             |                       |
| Génistéine           | OH        | H    | OH   | H    | H  | OH   | H    | 446-72-0   | 5,7-dihydroxy-3-(4-hydroxyphényl)-4H-chromén-4-one                     |                       |
| Glycitéine           | H         | OCH3 | OH   | H    | H  | OH   | H    | 40957-83-3 | 7-hydroxy-3-(4-hydroxyphényl)-6-méthoxy-4-chroménone                   |                       |
| Irigénine            | OH        | OCH3 | OH   | H    | OH | OCH3 | OCH3 | 548-76-5   | 5,7-dihydroxy-3-(3-hydroxy-4,5-diméthoxyphényl)-6-méthoxychromén-4-one |                       |
| 5-O-méthylgénistéine | OCH3      | H    | OH   | H    | H  | OH   | H    | 4569-98-6  | 7-hydroxy-3-(4-hydroxyphényl)-5-méthoxychromén-4-one                   |                       |
| Orobol               | OH        | H    | OH   | H    | OH | OH   | H    | 480-23-9   | 3-(3,4-dihydroxyphényl)-5,7-dihydroxychromén-4-one                     |                       |
| Pratenséine          | OH        | H    | OH   | H    | OH | OCH3 | H    | 2284-31-3  | 5,7-dihydroxy-3-(3-hydroxy-4-méthoxyphényl)chromén-4-one               |                       |
| Prunétine            | OH        | H    | OCH3 | H    | H  | OH   | H    | 552-59-0   | 5-hydroxy-3-(4-hydroxyphényl)-7-méthoxychromén-4-one                   |                       |
| Psi-tectorigénine    | OH        | H    | OH   | OCH3 | H  | OH   | H    | 13111-57-4 | 5,7-dihydroxy-3-(4-hydroxyphényl)-8-méthoxychromén-4-one               |                       |
| Rétusine             | H         | H    | OH   | OH   | H  | OCH3 | H    | 13111-57-4 | 7,8-dihydroxy-3-(4-méthoxyphényl)chromén-4-one                         |                       |
| Santal               | OH        | H    | OCH3 | H    | OH | OH   | H    |            | 5-hydroxy-3-(3,4-dihydroxyphenyl)-7-méthoxychromén-4-one               |                       |
| Tectorigénine        | OH        | OCH3 | OH   | H    | H  | OH   | H    | 13111-57-4 | 5,7-dihydroxy-3-(4-hydroxyphényl)-6-méthoxychromén-4-one               |                       |

## Occurrence naturelle
Les isoflavones sont présentes chez toutes les plantes mais seules les plantes de la famille des Fabaceae (« légumineuses ») contiennent des quantités significatives d'isoflavones. Des analyses effectuées avec de nombreuses espèces ont montré que les plus hauts niveaux en génistéine et daidzéine — les isoflavones les plus courantes dans la nature — se trouvent dans les psoralea (Psoralea corylifolia). 
De nombreuses légumineuses, incluant le soja (Glycine max L.), le haricot vert (Phaseolus vulgaris L.), les pousses de luzerne (Medicago sativa L.), le haricot mungo (Vigna radiata L.), le voème (Vigna unguiculata L.), les racines de kudzu (Pueraria lobata L.), ainsi que la fleur et la pousse de trèfle des prés (Trifolium pratense L.) ont été étudiées pour leur activité estrogénique. Les aliments hautement transformés, composés à partir de légumineuses, tel que le tofu, retiennent la plus grande partie de leur contenu en isoflavones, à l'exception du miso fermenté qui lui contient des niveaux plus élevés.
On peut citer parmi les autres sources alimentaires en isoflavones le pois chiche (biochanine A), la luzerne (formononétine) et l'arachide (génistéine).
Dans les tissus végétaux, les isoflavones les plus fréquemment rencontrées sont les hétérosides d'isoflavones ou de leurs respectifs malonates ou conjugués d'acétyle, ce qui les rend encore plus solubles dans l'eau (voir isoflavone-7-O-bêta-glucoside 6"-O-malonyltransférase). Ces dernières formes sont toutefois instables et sont donc transformées, par exemple par décarboxylation. Souvent, lorsque les légumineuses doivent faire face à une infection virale ou fongique, la forme soluble dans l'eau sert pour le transport et est hydrolysée en aglycone correspondant sur le site cible.
L'actéine et le cimicifucoside sont deux isoflavones à triterpènes, présentes dans l'Actaea racemosa.
Il existe une base de données des teneurs en isoflavones de nombreux produits alimentaires.

## Biosynthèse
Les isoflavones sont biosynthétisées via une branche de la voie générale des phénylpropanoïdes, voie qui produit notamment les flavonoïdes chez les plantes supérieures. Cette voie débute à partir d'un acide aminé, la phénylalanine qui est transformée en acide cinnamique ou l'un de ses dérivés, lui-même transformé en dérivé de l'acide paracoumarique qui donne une chalcone, précurseur de la plupart des flavonoïdes. Dans la nature, les principales isoflavones, présentes dans le soja, sont la génistéine et la daidzéine. La première est produite à partir de la naringinine, une flavanone (flavonoïde), qui est convertie par l'action de deux enzymes spécifiques, l'isoflavone synthase et une déshydratase. De façon similaire, la naringinine chalcone est convertie en daidzéine par l'action successive de trois enzymes spécifiques, la chalcone réductase, la chalcone isomérase de type II et l'isoflavone synthase.

## Intérêt biologique

### Plantes
Les plantes utilisent les isoflavones et leur dérivés comme phytoalexine afin de se protéger de champignons pathogènes et d'autres microbes. Le soja utilise également les isoflavones pour stimuler les rhizobium afin de former des nodosités fixatrices d'azote.

### Nutrition humaine
Les isoflavones présentant un intérêt nutritionnel sont les dérivés hydroxylés de l'isoflavone, cette dernière n'en ayant pas.
Du fait de leur relative rareté, sauf dans le soja, la consommation d'isoflavones est négligeable en Europe, à l'exception des consommateurs de lait de soja (certains nourrissons, etc.), mais les apports alimentaires en sont très importants dans les pays d'Extrême-Orient (environ 30-40 mg/jour). Les isoflavones présents dans le soja sont des perturbateurs endocriniens, même si les effets de la consommation de soja sur la santé semblent bénéfiques, cela pose la question de leur effet sur des populations plus sensibles aux perturbateurs endocriniens (enfants, femmes enceintes).
Au niveau biologique, les isoflavones augmentent la sensibilité à l'insuline et baissent légèrement le niveau du cholestérol.
Ils ont des effets bénéfiques sur : 
- le risque de survenue d'une maladie cardiovasculaire[7] ;
- le risque de cancers du sein[8], de cancers hormonaux féminins[9], ou de cancers en général[10] ;
- le stress oxydant[11].

Cependant certains effets indésirables ont pu être observés, mais ont depuis été discutés, l’action indirecte sur la thyroïde entraînant une relative hypothyroïdie.

## Recommandations françaises pour les enfants et femmes enceintes ou allaitantes
L'AFSSA a émis les recommandations suivantes :
- Les préparations aux protéines de soja ne devraient pas être données aux enfants avant 3 ans si celles-ci ne sont pas à teneur réduite en isoflavones. Compte tenu de leur composition, les tonyus (jus de soja) sont contre-indiqués pour l'alimentation des nourrissons et des enfants en bas âge (de la naissance à trois ans).
- La femme enceinte et allaitante doit éviter une consommation élevée d'isoflavones, notamment sous la forme de compléments alimentaires.
Les études sur l'animal[réf. nécessaire] montrent en effet que les phases précoces du développement des organes sexuels (pendant la gestation et la lactation) sont particulièrement sensibles à l'exposition aux phytoestrogènes.
On observe des anomalies morphologiques pouvant entraîner une diminution de la fertilité mais aussi une plus grande sensibilité aux carcinogènes.

La consommation de préparations à base de protéines de soja devrait donc, dans le cas des nourrissons et des femmes enceintes, être inférieure à 1 mg·L-1 de préparation reconstituée (en équivalents aglycone46, soit environ 0,15 mg·kg-1 de poids corporel).
L’avis de l’AFSSA fait le point sur les connaissances, en notant que « l’étude de la biodisponibilité des phyto-estrogènes en est encore à ses balbutiements ». Il manque notamment des données concernant la composition en isoflavones des aliments consommés en France qui varie en fonction du lieu et de la saison. L’Afssa indique également que « les différences inter-espèces relatives au métabolisme des phyto-estrogènes et à la production d’équol en particulier, constituent un sujet d’interrogation quant à l’extrapolation des résultats observés chez le rongeur par rapport à l’Homme ».
Concernant l’utilisation de modèles animaux, la Société canadienne de pédiatrie souligne dans un avis publié en 2009 que les résultats des études menées sur des modèles animaux ne sont pas directement transposables à l'humain. Cette non-équivalence s'explique notamment par des différences dans les durées et niveaux d'exposition, ainsi que par des variations dans le développement in utero. De plus, le métabolisme des isoflavones chez les rongeurs diffère de celui des humains. Il est établi de longue date que les processus hormonaux impliqués dans le développement in utero et la puberté varient entre les rats et les humains. Par conséquent, les modèles animaux ne permettent pas de prédire les réactions humaines.